# 제천 입석리 선돌
제천 입석리 선돌(堤川 立石里 立石)은 충청북도 제천시 송학면 입석리에 있는 선사시대의 선돌이다. 2001년 2월 2일 충청북도의 기념물 제117호로 지정되었다.

## 개요
이 선돌에서 유래하여 이 마을의 이름을 「입석리(立石里)」라 불리고 있으며, 고대사회 정복의 산물인 부곡(部曲)을 두어 입석부곡이 되었다가 근대에 천민집단이 정리됨에 따라 입석으로 변했고, 1914년 당곡리를 병합하여 입석리라 하여 송학면에 소속되어 오늘에 이르고 있다.
선돌은 입석마을 입구 길 옆 가장자리에 세워져 있으며, 「선돌백이」라 부르고 있다.
선돌 축조와 관련된 전설과 기자사상(祈子思想)과 관련된 이야기가 전하여오고 있으며, 마을에서는 주민의 무사태평을 기원하는 제의(祭儀)를 행하고 있어 수호적(守護的) 기능의 수호신으로서 민간신앙의 대상물로 섬기고 있어 민속학 및 국문학적으로 중요한 학술적 의미를 지니고 있다.
이러한 선돌의 의미와 중요성을 인식한 주민들이 선돌을 보호·보존하기 위하여 1974년 자발적으로 「선돌회」를 조직하여 관리하며, 1986년부터 매년 음력 10월 중에 택일하여 『선돌祭』를 지내고 있으나 선돌의 기능·구조·학술적 의미 등에서 중원지방의 대표적인 선돌로 평가된다.
이 선돌은 3단으로 이루어졌는데 가장 아래는 높이 66cm의 낮고 폭이 넓은 3개의 돌을 놓았고, 그 위에 높이 96cm·너비 140cm·두께 96~116cm 크기의 돌 3개를 올려 놓아 중앙부를 이루고 있으며, 가장 위에는 높이 245cm·너비 258cm·둘레 654cm의 커다란 돌을 올려 놓아 7개의 돌을 쌓아 하나의 선돌 형태를 이루고 있는 매우 특이한 구조를 띄고 있다.

## 참고 자료
- 제천 입석리 선돌 - 국가유산청 국가유산포털